# Alba De Silvestro
Alba De Silvestro (Comelico Superiore, 3 ottobre 1995) è una scialpinista e fondista di corsa in montagna italiana, membro della nazionale italiana di sci alpinismo e del Centro Sportivo Esercito.

## Biografia

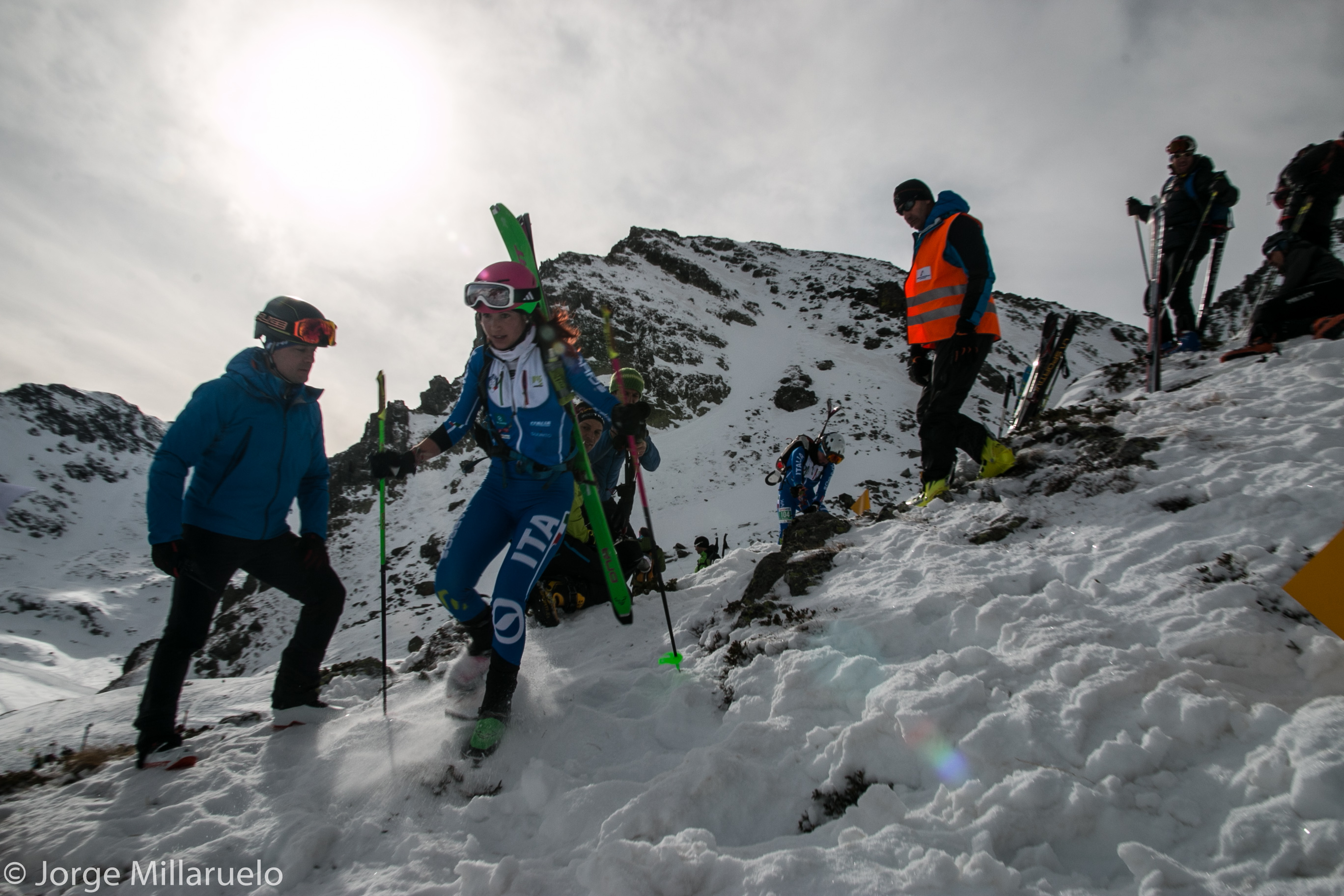
Alba De Silvestro nel 2017 impegnata nella tappa di Font Blanca della Coppa del Mondo di sci alpinismo.

Alba De Silvestro è nata e cresciuta a Padola, frazione del comune di Comelico Superiore, in provincia di Belluno.
Inizia da bambina con lo sci alpino per passare poi alla corsa in montagna, venendo convocata nella categoria juniores ai campionati europei nel 2013 a Borovets in Bulgaria, ai campionati mondiali nel 2013 a Krynica-Zdroj in Polonia ed ai campionati mondiali nel 2014 a Casette di Massa in Italia.
Nel 2012 entra a far parte della nazionale italiana di sci alpinismo e il 24 ottobre 2016 viene arruolata, insieme a Giulia Compagnoni, nel Centro Sportivo Esercito.
Nel 2021 si è sposata con lo scialpinista Michele Boscacci.

## Palmarès

### Corsa in montagna
| Anno | Manifestazione                | Sede             | Evento         | Risultato | Prestazione | Note   |
| ---- | ----------------------------- | ---------------- | -------------- | --------- | ----------- | ------ |
| 2013 | Europei di corsa in montagna  | Borovets         | Donne juniores | 16ª       | 29'24"      | [ 7 ]  |
| 2013 | Europei di corsa in montagna  | Borovets         | A squadre      | 5ª        | 40 p.       | [ 8 ]  |
| 2013 | Mondiali di corsa in montagna | Krynica-Zdrój    | Donne juniores | 15ª       | 24'47"      | [ 9 ]  |
| 2013 | Mondiali di corsa in montagna | Krynica-Zdrój    | A squadre      | 7ª        | 28 p.       | [ 10 ] |
| 2014 | Mondiali di corsa in montagna | Casette di Massa | Donne juniores | 27ª       | 22'56"      | [ 11 ] |
| 2014 | Mondiali di corsa in montagna | Casette di Massa | A squadre      | 11ª       | 49 p.       | [ 12 ] |

### Scialpinismo

#### Mondiali
| Anno | Sede                       | Data             | Categoria | Tipologia       | Risultato | Note                                      |
| ---- | -------------------------- | ---------------- | --------- | --------------- | --------- | ----------------------------------------- |
| 2013 | Pelvoux                    | 11 febbraio 2013 | Junior    | Sprint          | Argento   | [ 13 ]                                    |
| 2013 | Pelvoux                    | 12 febbraio 2013 | Junior    | Individuale     | Oro       | [ 13 ]                                    |
| 2013 | Pelvoux                    | 14 febbraio 2013 | Junior    | Vertical        | Oro       | [ 13 ]                                    |
| 2015 | Verbier                    | 6 febbraio 2015  | Junior    | Sprint          | Bronzo    | [ 13 ]                                    |
| 2015 | Verbier                    | 7 febbraio 2015  | Junior    | Vertical        | Argento   | [ 13 ]                                    |
| 2015 | Verbier                    | 9 febbraio 2015  | Junior    | Individuale     | Argento   | [ 13 ]                                    |
| 2017 | Alpago-Piancavallo         | 23 febbraio 2017 | Senior    | Team            | Bronzo    | con Martina Valmassoi                     |
| 2017 | Alpago-Piancavallo         | 24 febbraio 2017 | Senior    | Individuale     | 8ª        | Oro nella classifica U23                  |
| 2017 | Alpago-Piancavallo         | 28 febbraio 2017 | Senior    | Sprint          | 9ª        | 5ª nella classifica U23                   |
| 2017 | Alpago-Piancavallo         | 1 marzo 2017     | Senior    | Vertical        | 13ª       | Argento nella classifica U23              |
| 2017 | Alpago-Piancavallo         | 2 marzo 2017     | Senior    | Staffetta       | Bronzo    | con Giulia Compagnoni e Martina Valmassoi |
| 2019 | Villars-sur-Ollon          | 10 marzo 2019    | Senior    | Sprint          | 14ª       | [ 13 ]                                    |
| 2019 | Villars-sur-Ollon          | 12 marzo 2019    | Senior    | Individuale     | Argento   | [ 13 ]                                    |
| 2019 | Villars-sur-Ollon          | 13 marzo 2019    | Senior    | Vertical        | 8ª        | [ 13 ]                                    |
| 2019 | Villars-sur-Ollon          | 15 marzo 2019    | Senior    | Team            | Argento   | con Giulia Murada                         |
| 2019 | Villars-sur-Ollon          | 16 marzo 2019    | Senior    | Team            | 4ª        | con Giulia Murada e Mara Martini          |
| 2021 | Coma Pedrosa               | 2 marzo 2021     | Senior    | Sprint          | 15ª       | [ 13 ]                                    |
| 2021 | Coma Pedrosa               | 3 marzo 2021     | Senior    | Staffetta       | Oro       | con Mara Martini e Ilaria Veronese        |
| 2021 | Coma Pedrosa               | 6 marzo 2021     | Senior    | Individuale     | Bronzo    | [ 13 ]                                    |
| 2023 | Boí Taüll                  | 1 marzo 2023     | Senior    | Vertical        | Bronzo    | [ 15 ]                                    |
| 2023 | Boí Taüll                  | 2 marzo 2023     | Senior    | Team            | Argento   | con Giulia Murada                         |
| 2023 | Boí Taüll                  | 4 marzo 2023     | Senior    | Individuale     | Argento   | [ 17 ]                                    |
| 2023 | Boí Taüll                  | 5 marzo 2023     | Senior    | Staffetta mista | 11ª       | con Robert Antonioli                      |
| 2025 | Morgins (Portes du Soleil) | 3 marzo 2025     | Senior    | Staffetta mista | 5ª        | con Michele Boscacci                      |
| 2025 | Morgins (Portes du Soleil) | 4 marzo 2025     | Senior    | Vertical        | 6ª        | [ 20 ]                                    |
| 2025 | Morgins (Portes du Soleil) | 7 marzo 2025     | Senior    | Individuale     | 4ª        | [ 21 ]                                    |
| 2025 | Morgins (Portes du Soleil) | 8 marzo 2025     | Senior    | Team            | Argento   | con Lisa Moreschini                       |

#### Europei
| Anno | Sede                  | Data             | Categoria | Tipologia       | Risultato | Note                     |
| ---- | --------------------- | ---------------- | --------- | --------------- | --------- | ------------------------ |
| 2012 | Pelvoux               | 6 febbraio 2012  | Cadetti   | Sprint          | Bronzo    | [ 23 ]                   |
| 2012 | Pelvoux               | 7 febbraio 2012  | Cadetti   | Individuale     | Argento   | [ 24 ]                   |
| 2012 | Pelvoux               | 9 febbraio 2012  | Cadetti   | Vertical        | Oro       | [ 25 ]                   |
| 2014 | Arcalis Ordino        | 14 febbraio 2014 | Junior    | Vertical        | Oro       | [ 26 ]                   |
| 2014 | Arcalis Ordino        | 16 febbraio 2014 | Junior    | Individuale     | Oro       | [ 13 ]                   |
| 2016 | Salvan-Les Marécottes | 5 febbraio 2016  | Senior    | Individuale     | 9ª        | Oro nella classifica U23 |
| 2016 | Salvan-Les Marécottes | 7 febbraio 2016  | Senior    | Sprint          | 23ª       | 9ª nella classifica U23  |
| 2018 | Nicolosi              | 22 febbraio 2018 | Senior    | Sprint          | 12ª       | 6ª nella classifica U23  |
| 2018 | Nicolosi              | 24 febbraio 2018 | Senior    | Individuale     | 9ª        | Oro nella classifica U23 |
| 2018 | Nicolosi              | 25 febbraio 2018 | Senior    | Vertical        | Bronzo    | Oro nella classifica U23 |
| 2022 | Boí Taüll             | 10 febbraio 2022 | Senior    | Vertical        | 8ª        | [ 13 ]                   |
| 2022 | Boí Taüll             | 12 febbraio 2022 | Senior    | Individuale     | Bronzo    | [ 13 ]                   |
| 2022 | Boí Taüll             | 13 febbraio 2022 | Senior    | Staffetta mista | Bronzo    | con Michele Boscacci     |
| 2024 | Flaine-Chamonix       | 8 gennaio 2024   | Senior    | Individuale     | Bronzo    | [ 27 ]                   |
| 2024 | Flaine-Chamonix       | 10 gennaio 2024  | Senior    | Sprint          | 16ª       | [ 28 ]                   |
| 2024 | Flaine-Chamonix       | 11 gennaio 2024  | Senior    | Vertical        | Argento   | [ 29 ]                   |
| 2024 | Flaine-Chamonix       | 12 gennaio 2024  | Senior    | Staffetta mista | 5ª        | con Nicolò Canclini      |

## Altre competizioni internazionali
2017

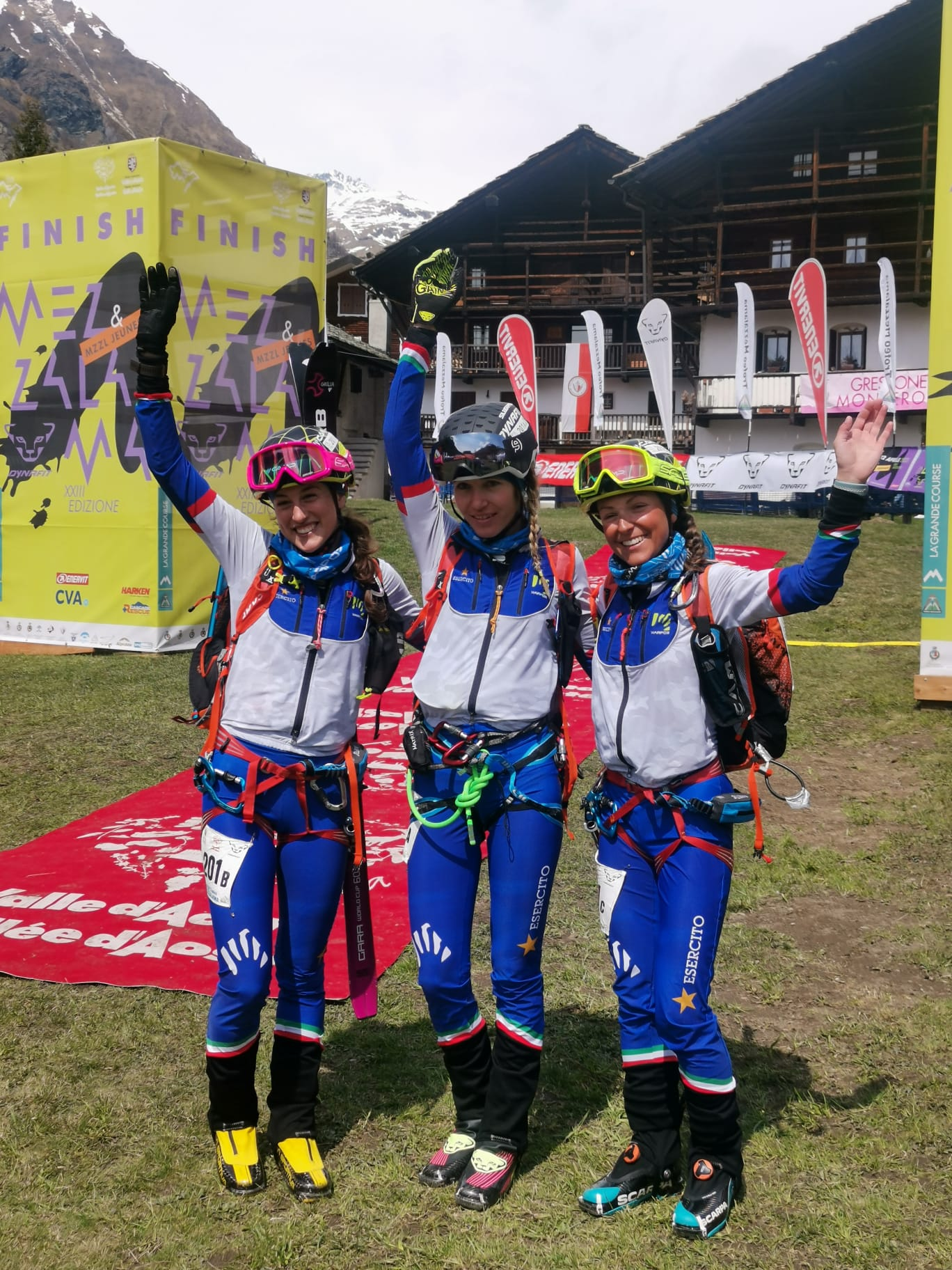
Alba De Silvestro (al centro) con Giulia Murada (a sinistra) e Giulia Compagnoni dopo la vittoria del XXIII Trofeo Mezzalama 2023.

- Bronzo all'Adamello Ski Raid, in team con  Katia Tomatis
- Argento al Trofeo Mezzalama, in team con  Katia Tomatis e  Axelle Gachet-Mollaret

2018
- Oro all'Altitoy-Ternua, in team con  Katia Tomatis
- Oro alla Sellaronda Skimarathon, in team con  Jennifer Sévennec
- Argento al Tour du Rutor, in team con  Katia Tomatis

2019
- Oro al Mountain Attack
- Oro al Trofeo Mezzalama, in team con  Axelle Gachet - Mollaret e  Lorna Bonnel
- Oro alla Lunagaro

2020
- Oro al Mountain Attack (gara marathon)
- Oro alla Transcavallo, in team con  Ilaria Veronese
- Oro alla MonterosaSkiAlp, in team con  Giulia Murada
- Oro all'Epic Ski Tour - Trento Monte Bondone

2021
- Oro alla Klausberg Vertikal
- Oro alla Lunagaro

2022
- Oro all'Epic Ski Tour - Trento Monte Bondone
- Oro alla Transcavallo, in team con  Giulia Murada
- Oro alla MonterosaSkiAlp, in team con  Giulia Murada
- Oro al Mountain Attack (gara marathon)
- Argento alla Sellaronda Skimarathon, in team con  Alessandra Schmid
- Argento al Tour du Rutor, in team con  Giulia Murada
- Oro alla Patrouille des Glaciers (Zermatt), in team con  Giulia Murada e  Ilaria Veronese
- Oro alla Klausberg Vertikal

2023
- Oro alla Domobianca Vertical Skialp
- Oro alla Sellaronda Skimarathon, in team con  Elena Nicolini
- Oro al Trofeo Mezzalama, in team con  Giulia Murada e  Giulia Compagnoni
- Oro alla Lunagaro

2024
- Oro alla Transcavallo, in team con  Lisa Moreschini
- Argento alla Pierra Menta, in team con  Giulia Murada
- Oro alla Sellaronda Skimarathon, in team con  Giulia Murada
- Oro alla Valtellina Orobie
- Oro al Trofeo Parravicini, in team con  Giulia Murada